# Platostoma palustre
Espèce
Synonymes
- Geniosporum parviflorum Benth.[1]
- Mesona chinensis Benth.[1] [2]
- Mesona elegans Hayata[1]
- Mesona palustris Blume[1] [2]
- Mesona parviflora (Benth.) Briq.[2]
- Mesona procumbens Hemsl.[2]
- Mesona wallichiana Benth.[1]
- Platostoma chinense (Benth.) A. J. Paton[2]
- Platostoma chinense (Benth.) A.J.Paton[1]

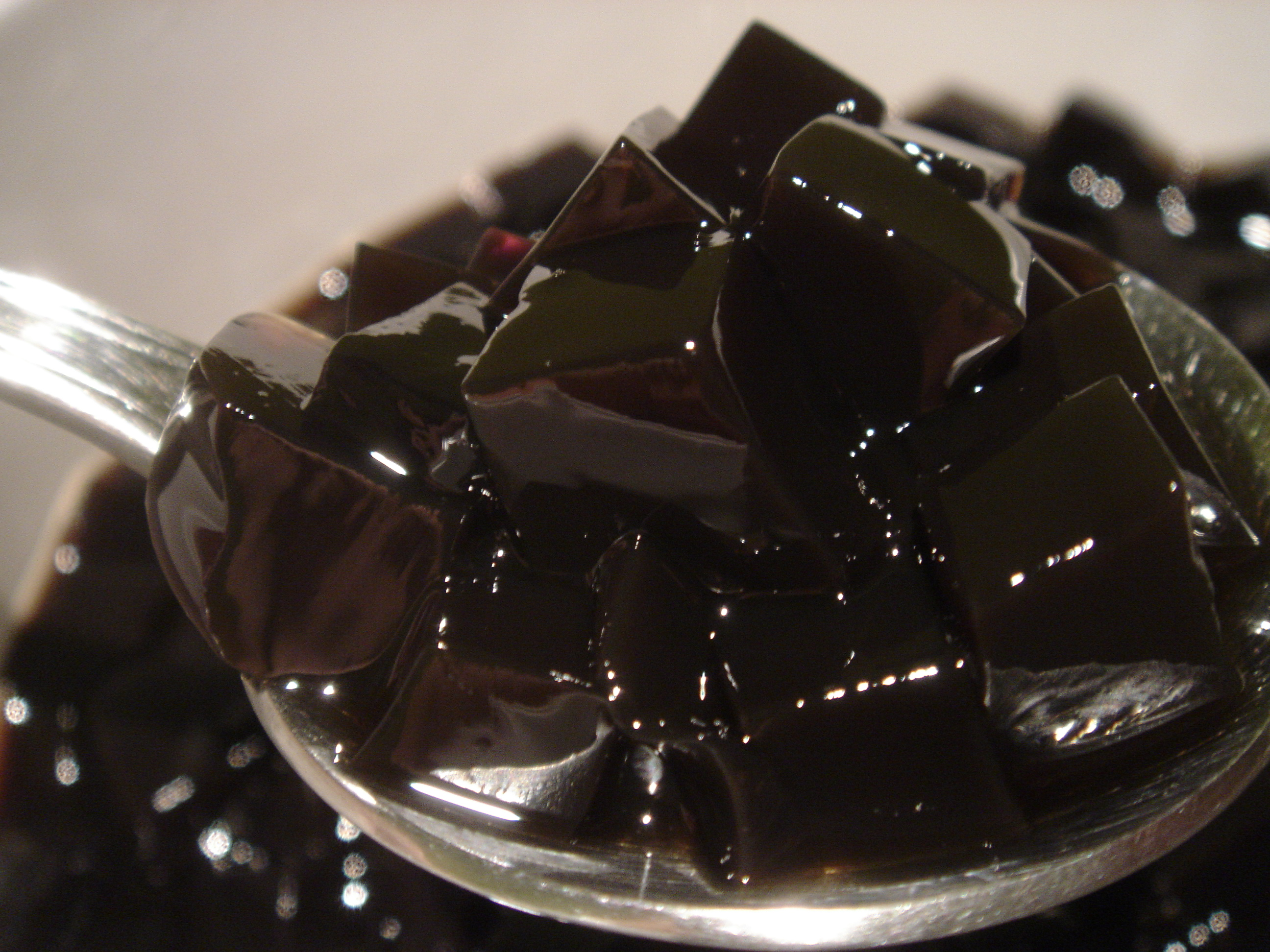
Gelée d'herbe faite à partir de Mesona chinensis.

Platostoma palustre est une espèce de plantes à fleurs de la famille des Lamiacées et du genre Platostoma. D'une taille variant entre 15 et 100 cm de haut, elle possède des feuilles en forme de larmes en dents de scie. Elle est particulièrement présente en Asie de l'Est, dans des environnements de ravins, herbeux, secs et sableux. Elle est utilisée dans la confection de gelée d'herbe.

## Dans le monde
Les plantes sont nommées xiancao (仙草, 仙人草, 仙草舅, 涼粉草) en mandarin, sian-chháu en taïwanais, leung fan cao (涼粉草) en cantonais, sương sáo en vietnamien et หญ้าเฉาก๊วย en thaï.

## Culture et préparation
La plante est cultivée sur des sols plats ou légèrement inclinés. À Taïwan, des agriculteurs ont développé une technique de culture particulière en la faisant pousser sous des arbres fruitiers comme culture secondaire. Le principal lieu de production à Taïwan est Hsinchu Guanxi (新竹關西) où se trouve de nos jours un musée consacré à la plante.